# Illustração Pelotense

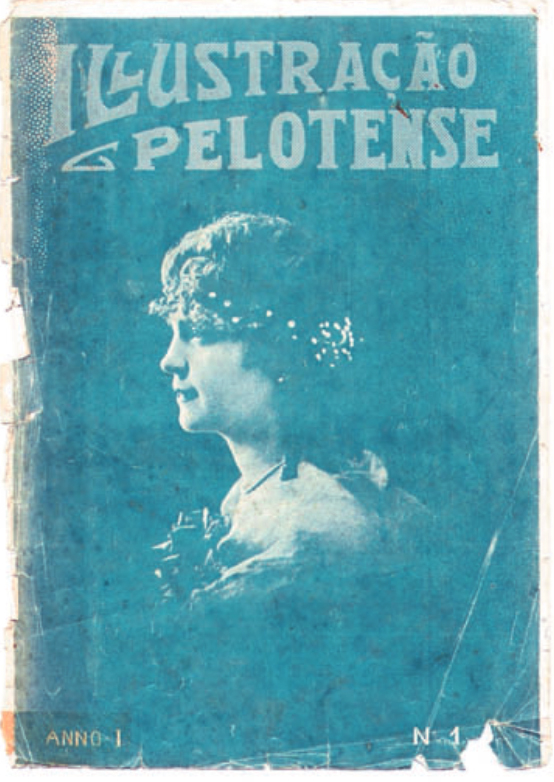
Capa da edição ano I, nº 1, 1919

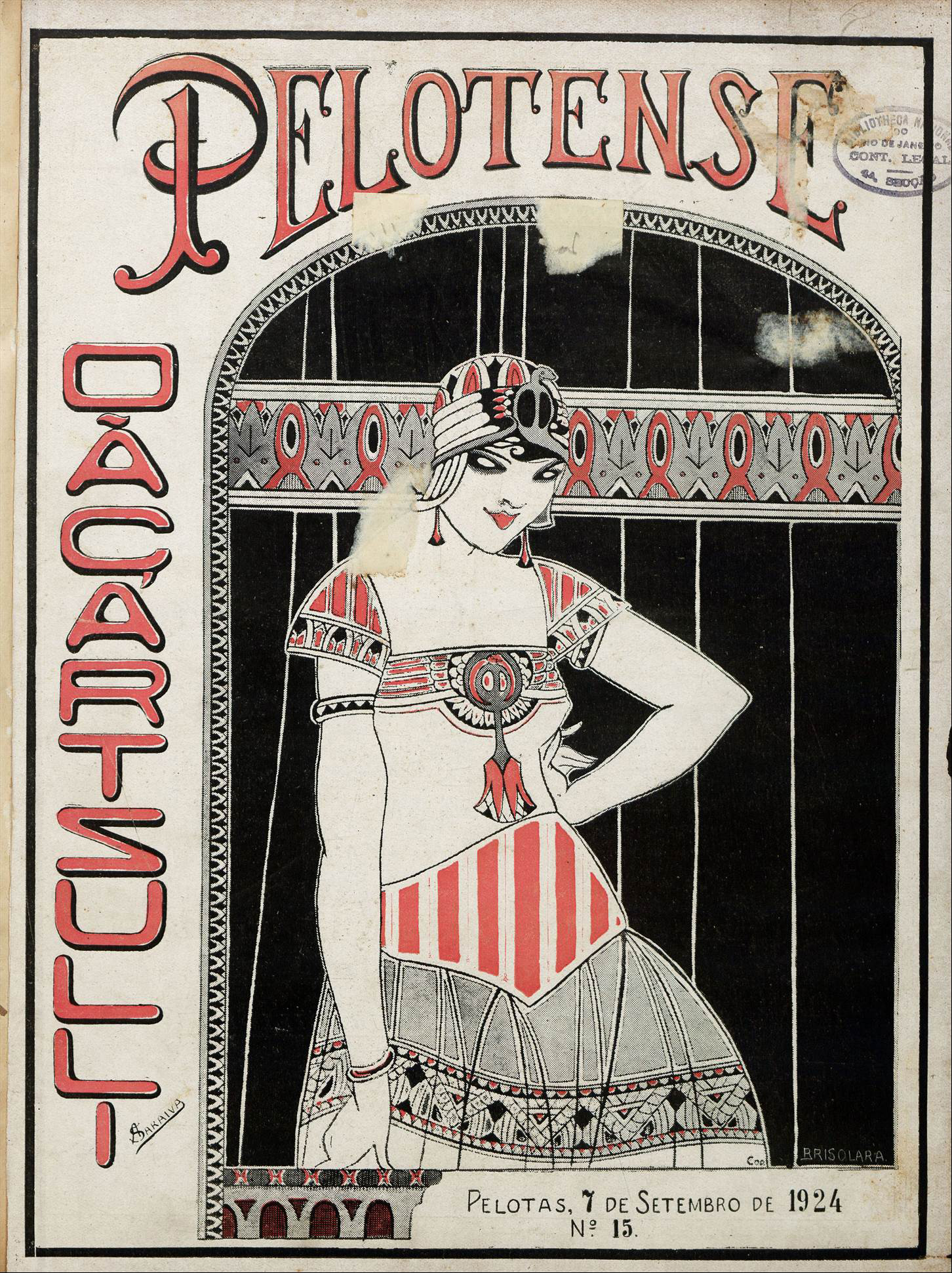
Capa da edição ano VI, nº 15, 1924

Illustração Pelotense foi uma revista ilustrada brasileira fundada em Pelotas que circulou entre 1919 e 1927 no estado do Rio Grande do Sul. Revista de variedades, cultura e sociedade, voltada para a classe alta e com ênfase no público feminino, é uma rica fonte para o estudo da elite pelotense e rio-grandense de sua época.

## Contexto
Fundada em Pelotas, começou a circular em 1º de janeiro de 1919 e lançou sua última edição em 15 de julho de 1927. Pelotas nesta época era uma cidade florescente e em processo de modernização, a principal depois da capital do estado. Havia prosperado em função de uma economia baseada na indústria do charque, que por quase todo o século XIX havia sido o principal sustentáculo das finanças estaduais, e da sua localização estratégica, junto do único porto marítimo do Rio Grande e do canal que fazia a ligação com a lagoa dos Patos, única via de acesso aquático do mar para o interior. Dispunha de sistema de esgoto, água encanada, bondes, luz elétrica e telefone; vários clubes sociais, recreativos e esportivos, cinemas, jornais, livrarias, hotéis, um Conservatório de Música e uma importante Biblioteca Pública, prósperos bancos e empresas, além de faculdades de Direito, Farmácia e Odontologia.
Tinha também uma elite culta, rica e sofisticada. Na época em que a Illustração Pelotense apareceu o período de apogeu do charque já havia passado, mas a elite ainda se beneficiava da riqueza acumulada, viajando frequentemente para a Europa, em particular a França, e para o Rio de Janeiro, de onde vinham suas principais referências culturais. Era um período em que os ventos da modernidade começavam a soprar no Rio Grande do Sul, com novas tendências circulando, fomentadas e consumidas avidamente pela elite pelotense.

## Perfil
O primeiro número apresentou em seu editorial a linha que a publicação pretendia seguir:  
"O seu programa é simples e claro. Pelotas já é um centro intelectual e um centro elegante. Notáveis homens de letras e artistas visitam Pelotas e dedicam trabalhos ao seu público. O nosso meio social conta já com excelentes poetas e prosadores cujas produções honram Pelotas. É mister animar os nossos intelectuais, os nossos literatos, dando-lhes um órgão de publicidade. Por isso a Illustração será literária. Com prazer e desvanecimento receberá ela a colaboração espontânea dos nossos escritores. Aqui eles estarão em seu lugar próprio. O noticiarismo, os telegramas, a nota política não virão tomar-lhes espaço. Além de dedicar-se ao meio literário, a Illustração pretende tornar-se a revista do nosso mundo elegante. Para isso procurará arquivar pela fotografia os mais importantes acontecimentos sociais: festas públicas, cívicas, religiosas, carnavalescas, literárias, quermesses, bailes, concertos, exposições, reuniões elegantes, enlaces nupciais, terão aqui o seu registro. E não se esquecerá a Illustração de iluminar suas páginas com o retrato das nossas belas e elegantes conterrâneas, que para isso honrarem a nossa revista com o seu valioso consentimento".

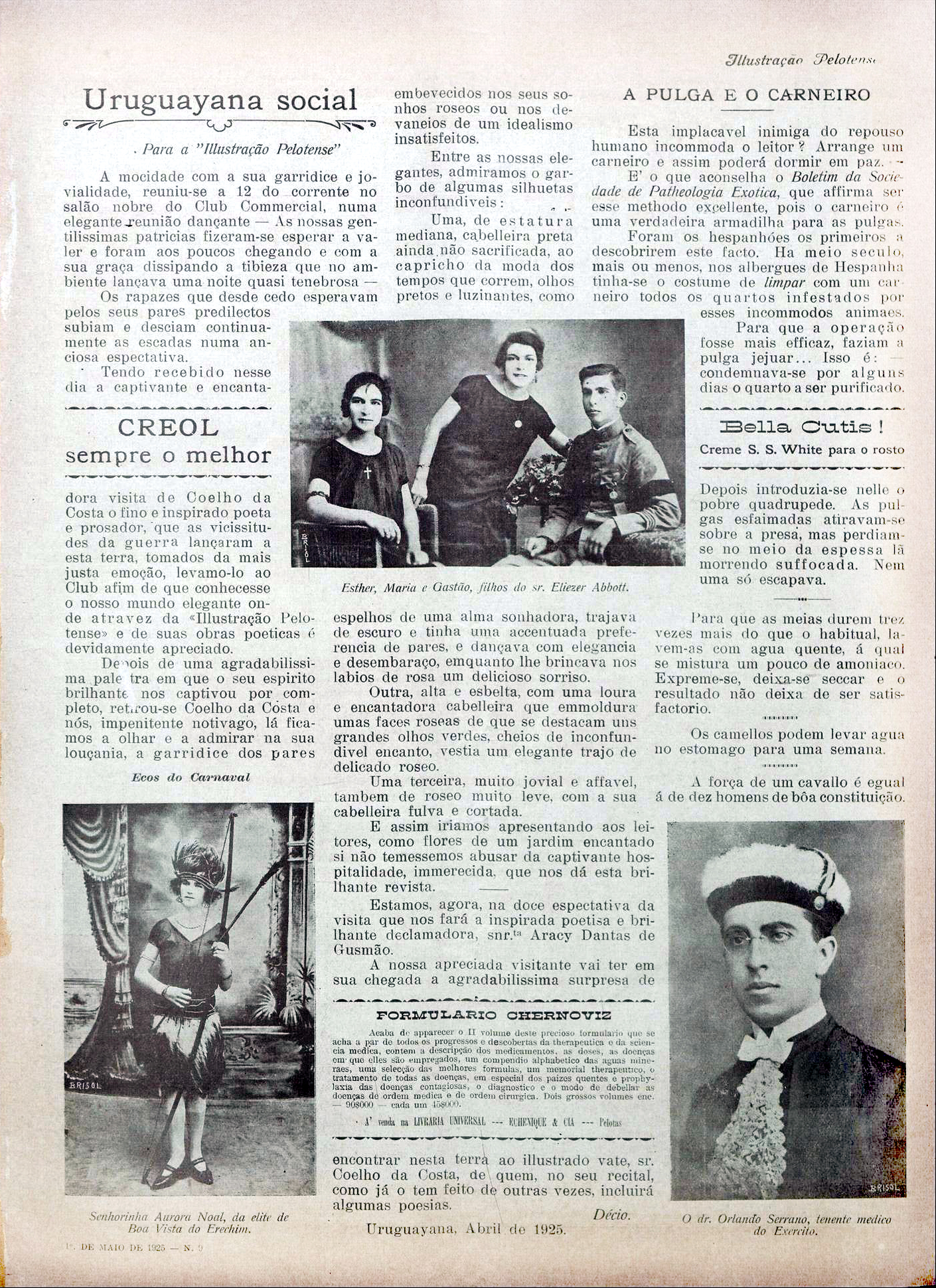
Uma página de variedades da edição ano VII, nº 9, 1925, com crônica social, humor e publicidade

Nos primeiros números a direção foi do advogado Bruno de Mendonça Lima, a redação estava a cargo do advogado Pedro Vergara e a direção artística era de Luís Lanzetta e Brisolara da Silva. No terceiro número Vergara se afastou e o redator passou a ser o tenente e poeta Januário Coelho da Costa. Aparecia mensalmente e após o quarto número entrou em recesso. As razões nunca foram esclarecidas, mas segundo Taiane Taborda parece ter havido algum conflito entre a equipe diretiva. Retornou com o nº 5 em 1º de setembro, desculpando-se no editorial pela ausência e prometendo fazer "a defesa apaixonada do Belo, em todas as suas manifestações sublimes". Tinha então como redator Coelho da Costa e como diretor artístico Luís Lanzetta, uma periodicidade quinzenal e uma tiragem de mil exemplares. No segundo ano já tinha uma tiragem de 4 mil exemplares. Esta fase durou até 1923. Em seguida Lanzetta deixou a direção artística para Aristides Bittencourt. Teve uma ampla circulação no estado, sendo distribuída em 27 cidades.
Foi uma das primeiras revistas de variedades fundadas em Pelotas, e uma das primeiras a empregar a ilustração fotográfica. Voltada primariamente para a elite, e com atenção especial ao público feminino, dava grande ênfase à publicação de matérias sobre etiqueta, beleza e eventos sociais, mas também, cumprindo o seu programa, divulgava trechos de literatura nacional e estrangeira, favorecia a produção de escritores locais em crônicas, poesias, epigramas e crítica literária, anunciava o lançamento de livros, e trazia notícias sobre atualidades, educação, agenda cultural, musical e artística, entretenimento e avanços tecnológicos e científicos, além de piadas, charadas e curiosidades e uma seção para cartas dos leitores. A tônica era informar o público sobre o que havia de mais moderno e de bom gosto e as transformações que ocorriam nos centros nacionais e internacionais tidos como mais avançados e prestigiados, nos quais a elite ambicionava se espelhar.

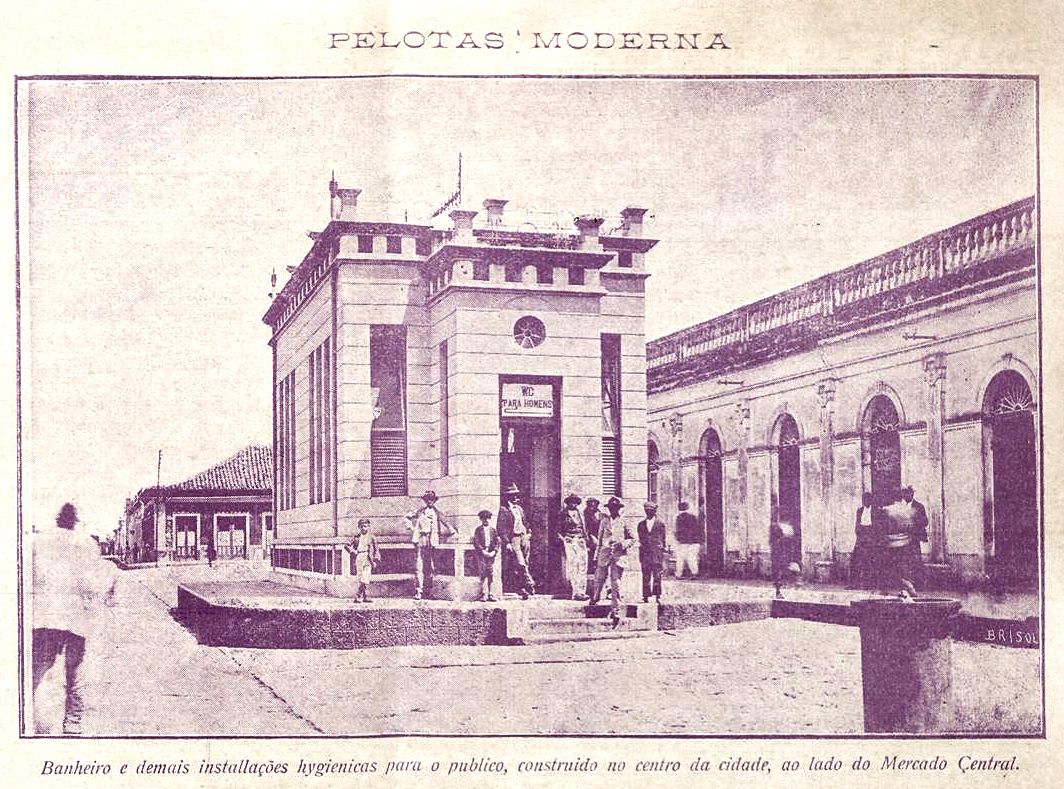
Divulgação dos avanços urbanos na "Pelotas Moderna": novos sanitários públicos junto do Mercado Central, 1925

A visualidade tinha grande importância, aparecendo inúmeras fotografias de membros individuais e grupos das principais famílias, geralmente em posições estudadas, tomadas por fotógrafos renomados. Noticiava e ilustrava também casamentos, batizados, formaturas, aniversários, bailes e outros eventos. Para a elite não bastava viver bem, era preciso ser visto vivendo bem. Além disso, documentava a paisagem urbana, destacando os progressos na urbanização e o cotidiano da cidade. Por esses motivos tem um grande valor como acervo iconográfico. Não se limitava a uma galeria local, mostrando também o cotidiano da elite de outras cidades do estado. A publicidade, uma de suas principais formas de financiamento além das assinaturas, da mesma maneira tinha um considerável espaço, usando fotografias e ilustrações gráficas, principalmente divulgado bens de consumo de luxo, como jóias, móveis, louças, automóveis, roupas, produtos de beleza, artigos para viagens e aparelhos domésticos modernos. Nas palavras de Oliveira & Marroni,
"O modo de vida retratado pela Illustração Pelotense estava profundamente vinculado à moda ditada na Europa, principalmente na França e, também, no centro do país. O uso de estrangeirismos era frequente e a conservação desse estilo verificou-se por todos os anos da revista. Muitos anúncios tinham como temática o luxo e a ostentação, logo, a assimilação dos valores europeus referidos ia além da vestimenta. Modos de ser e de se comportar também são recuperados a partir da análise. Na incorporação de elementos novos à cultura local, os pelotenses queriam ser como o outro, renunciando valores ultrapassados, obtusos e, desta forma, assimilando a noção de civilização à de progresso, em um discurso de modernidade".

## A mulher

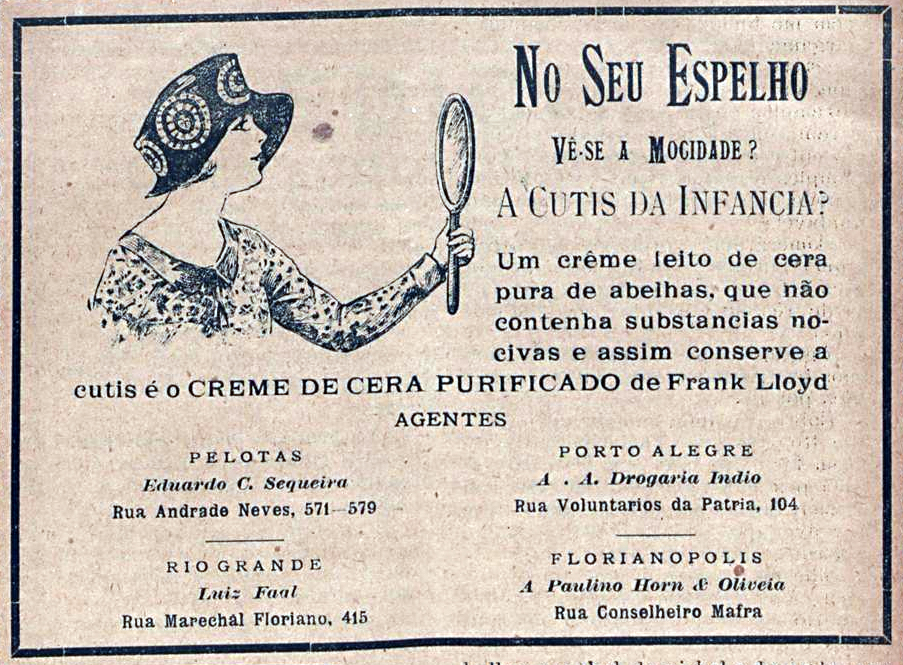
Publicidade para a mulher

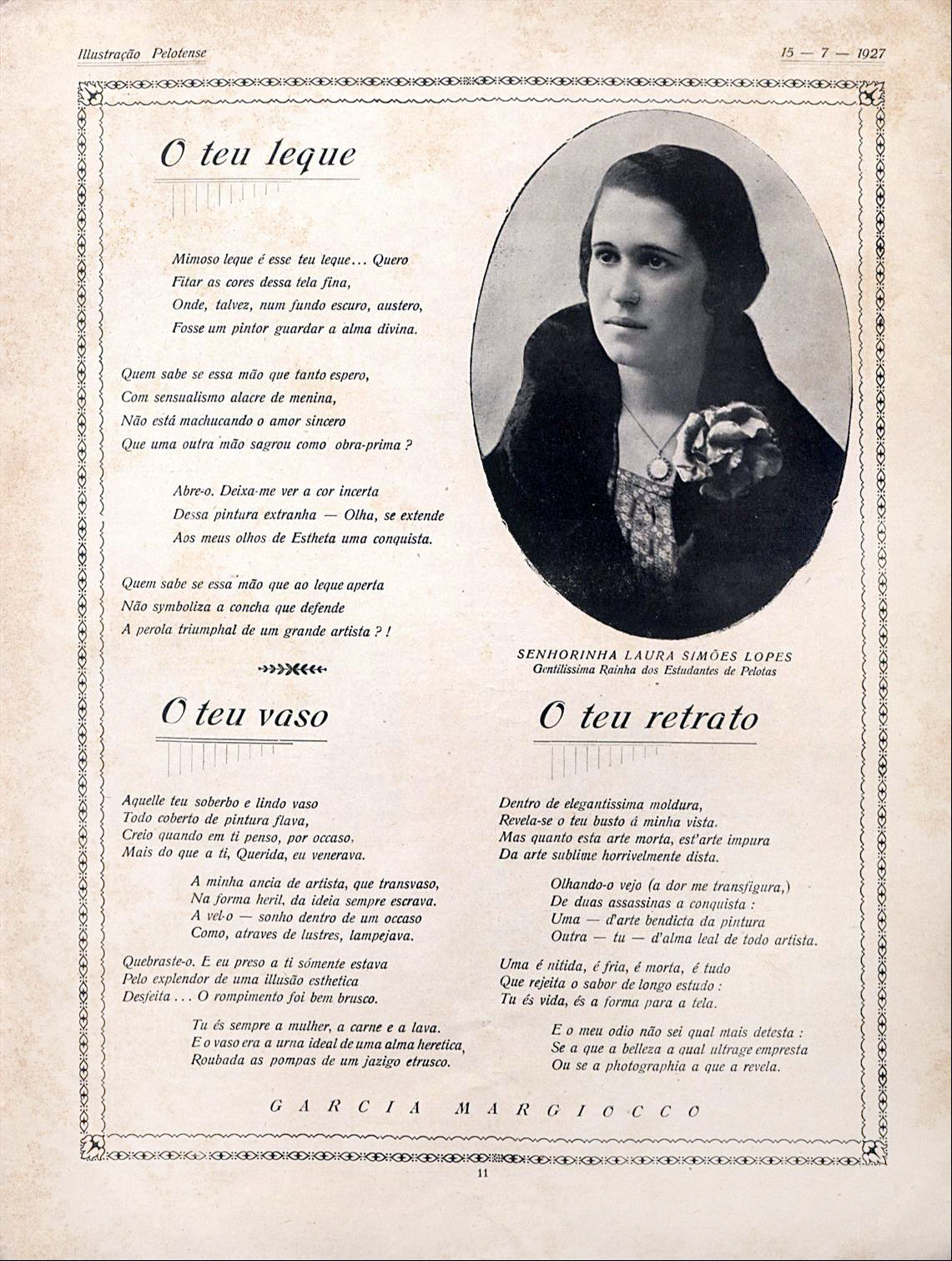
Página da última edição, ano IX, nº duplo 13-14, 1927, com poesias e destaque para a senhorinha Laura Simões Lopes, "gentilíssima Rainha dos Estudantes de Pelotas"

A grande preocupação com o público feminino ressalta nitidamente ao longo de toda a trajetória da revista e em proporção sempre crescente, e é expressa de várias formas, a começar pelas capas, em sua maioria com imagens de mulheres; na publicidade sobre artigos para a casa, a moda e a beleza; nas seções para os "destaques" da sociedade, onde as mulheres e senhoritas eleitas ganhavam fotos e notas elogiosas, um eficiente meio de promoção social, e no conteúdo dos textos, versando sobre temas que eram considerados próprios do universo feminino, nas áreas de comportamento, educação, religião, amor, maternidade, criação da família, economia doméstica, formas adequadas de conversação e de estabelecimento de amizades, namoro e noivado, conselhos para perpetuar o casamento e resolver conflitos conjugais e problemas sentimentais, análises sobre o papel da mulher na sociedade e práticas de caridade, sempre numa perspectiva idealizada e romantizada, colocando a mulher como frágil, incapaz de enfrentar o mundo sozinha, dependente do pai ou do marido para proteção, sustento e orientação. Devia esquecer de si para se concentrar na sua missão de vida: passar da casa paterna para a do marido sem dramas, devotar-se à família e "ornamentar" a sociedade com seus dotes morais. Podia se dedicar às artes e à literatura, desde que em caráter amador. Muitos textos são assinados por mulheres, mas nem mesmo nestes são abordados temas como política, voto feminino, relações de poder, reivindicações de direitos, divórcio, educação superior ou mercado de trabalho.
Circulando num período politicamente conturbado e dominado pelo caudilhismo positivista e patriarcal do Partido Republicano Rio-Grandense, a Illustração Pelotense seguiu de perto a ideologia hegemônica que determinou para as mulheres uma vida de disciplina, ordem, moralidade, modéstia e submissão, cujo prêmio seria um endeusamento, mas baseado na dependência, limitação e alienação. É significativo que os temas de beleza e moda, comuns na publicidade e na crônica social da revista, constituintes de identidade social para as mulheres e mobilizadores de capital social, sejam poucas vezes abordados nos textos doutrinais, evitando-se discorrer sobre futilidades que poderiam envaidecer a mulher e desviá-la de sua missão sagrada. Conforme diz Taiane Taborda: 
"A mulher deve controlar seu gênio, rodear seu marido de afeto e confiança, ser forte, boa, condescendente, ajuizada e carinhosa, e claro não se esquecer de suas tarefas, ou seja, o perfeito 'anjo do lar', não só conformada com sua condição coadjuvante, mas feliz com ela, afinal, é o seu destino. [...] Se ele não era inteligente, ela deveria ser conselheira, se ele era, a mulher deveria ser apenas amiga. Deixar que o marido tivesse a última palavra, ou seja, ele deveria ter o poder de comando. A mulher para ser boa esposa deveria economizar, ser habilidosa para organizar o lar com o recurso financeiro cedido pelo marido, aceitar sua família de bom grado, ser gentil, informar-se de assuntos gerais para poder surpreendê-lo com uma conversa agradável e, na barganha do dia a dia, as mulheres ainda poderiam ter bons resultados a seu favor utilizando a cozinha. [...] Os editores da Illustração Pelotense deixaram que se perpetuasse a imagem da mulher 'perdida' em histórias trágicas de filhas transviadas, que deixaram o lar e acabavam por ter finais tristes. Esses cenários catastróficos tinham por objetivo condicionar as senhorinhas da elite a trilharem o caminho seguro e protegido do lar e da família, evitando os riscos e o sofrimento do espaço público".

## Legado
Para Tavares, Michelon & Nogueira, "a revista Illustração Pelotense representou, no período 1919-1927, um importante veículo cultural, promovendo um entrelaçamento entre arte, cultura, mundo elegante e intelectualidade". Segundo Vivian Herzog e Fabiane Marroni, ela foi capaz de ditar comportamentos e tendências, Herzog acrescenta que ela contribui ainda hoje para construir memórias familiares entre descendentes de pessoas que foram retratadas na revista, "enquanto objeto dotado de significações atestatórias de distinção social", Nadia Leschko assinalou que ela se destacou pelas experimentações "tanto em técnica como o uso de cores na impressão tipográfica, quanto pela diagramação pouco usual e permeada de títulos ornados, caixas de textos decoradas, filetes em formas orgânicas para separar a seção", e segundo Taborda, a revista se tornou notável pela sua longevidade e pelo seu alcance no estado, e tem servido de fonte para várias pesquisas sobre estilo de vida, ideologias, valores, moral, costumes, representações, história cultural e cultura material das elites pelotense e rio-grandense, sendo também de especial interesse para o estudo do universo feminino da época.